# Castaway Diva
Castaway Diva (무인도의 디바?, Mu-indo-ui dibaLR; lett. "La diva dell'isola deserta") è una serie televisiva sudcoreana trasmessa su tvN dal 28 ottobre al 3 dicembre 2023. Internazionalmente è distribuita da Netflix.

## Trama
Seo Mok-ha sogna di diventare una diva, o un'idol K-pop. Mentre si dirige a Seul per sostenere un'audizione, però, resta coinvolta in un incidente e naufraga su un'isola disabitata, dalla quale riesce a scappare soltanto quindici anni dopo.

## Personaggi e interpreti
- Seo Mok-ha, interpretata da Park Eun-bin
- Yoon Ran-hoo, interpretata da Kim Hyo-jin
- Kang Bo-geol/Jung Ki-ho, interpretato da Chae Jong-hyeop
- Kang Woo-hak/Jung Chae-ho, interpretato da Cha Hak-yeon

## Produzione
La serie è la terza collaborazione tra il regista Oh Choong-hwan e la sceneggiatrice Park Hye-ryun dopo Dangsin-i jamdeun sa-i-e (2017) e Start-Up (2020). Le riprese sono iniziate poco dopo la prima lettura della sceneggiatura l'8 marzo 2023 e sono terminate il 30 ottobre successivo.

## Riconoscimenti
- APAN Star Award[7]
  - 2023 – Candidatura Miglior giovane attore a Moon Woo-jin